# Edward Grigg, 1. Baron Altrincham
Edward William Macleay Grigg, 1. Baron Altrincham (* 8. September 1879 in Madras; † 1. Dezember 1955 in Tormarton, Gloucestershire) war ein britischer Kolonialbeamter und Politiker (Liberal Party, Conservative Party). Er amtierte unter anderem von 1925 bis 1930 als Gouverneur von Kenia und – mit Unterbrechungen – von 1924 bis 1945 als Abgeordneter im britischen Unterhaus.

## Leben und Tätigkeit
Grigg war ein Sohn des Henry Bridewell Grigg, einem Mitarbeiter der Zivilverwaltung in Britisch-Indien, und seiner Frau Elizabeth Louisa, geborene Thomson, einer Tochter des Edward Deas Thomson.
Nach dem Schulbesuch studierte Grigg am New College der Universität Oxford. Anschließend arbeitete er als Journalist: 1903 wurde er Sekretär von George Earle Buckle, dem Herausgeber der Times. 1905 wechselte er zu der Zeitschrift The Outlook und wurde dort Assistant Editor. 1906 kehrte Grigg zur Times zurück, in der er die Abteilung für die Berichterstattung über die britischen Kolonien (colonial Department) übernahm. 1913 quittierte er diesen Job, um Mitherausgeber der Zeitschrift The Round Table Journal zu werden.
Nach dem Ausbruch des Ersten Weltkriegs meldete Grigg sich als Kriegsfreiwilliger zu den Grenadier Guards, mit denen er in Frankreich zum Einsatz kam. 1916 wurde er in den Stabsdienst versetzt. Bei Kriegsende hatte er den Rang eines Lieutenant-Colonel erreicht.
Von 1919 bis 1920 fungierte Grigg als militärischer Sekretär des Prince of Wales, des britischen Kronprinzen (Edward VIII.), den er auf ausgedehnte Reisen in die britischen Dominions Kanada, Australien und Neuseeland begleitete. Außerdem schrieb er die meisten Reden, die der Thronfolger in dieser Zeit hielt. Nach seiner Rückkehr nach Großbritannien im Jahr 1920 übernahm Grigg dann den Posten des Privatsekretärs des damaligen Premierministers David Lloyd George.
1919 wurde er als Companion in den Order of St Michael and St George und als Commander in den Royal Victorian Order aufgenommen. Am 11. Oktober 1920 wurde er als Knight Commander des Royal Victorian Order geadelt.
Anlässlich der Unterhauswahlen des Jahres 1922 wurde Grigg als Kandidat der Liberal Party im Wahlkreis Oldham ins britische Unterhaus gewählt. Parallel hierzu fungierte er von 1923 bis 1925 als Sekretär des Rhodes Trust.
Zum 10. Februar 1925 wurde Grigg als Nachfolger von Edward Denham zum britischen Gouverneur von Kenia ernannt. Seinen Sitz im Unterhaus gab er anlässlich der Übernahme dieser Stellung auf. Er bekleidete seinen Gouverneursposten, in dem er dem Kolonialminister Leopold Amery unterstand, bis zum 27. September 1930. Sein Nachfolger wurde Henry Monck-Mason Moore. Als Gouverneur hatte er hauptsächlich die organisatorische und administrative Verschmelzung von Kenia mit den benachbarten Kolonien Uganda und Tanganjika in die Wege zu leiten und besorgte zudem die Verbesserung der dortigen Landwirtschaft, der Erziehung und der Infrastruktur.
1930 kehrte Grigg nach Großbritannien zurück. Die ihm angebotene Stellung des Gouverneurs von Britisch-Indien lehnte er aus gesundheitlichen Gründen ab. Stattdessen kehrte er, nun für die Conservative Party, in die Politik zurück. Anlässlich der Unterhauswahlen von 1931 kandidierte er im Wahlkreis Leeds Central für diese Partei, zog seine Kandidatur im Sinne der damaligen parteiübergreifenden nationalen Konzentrationsregierung zugunsten des Labour-Kandidaten Richard Denman zurück. 1933 gelang es ihm anlässlich einer Nachwahl im Bezirk Altrincham ins Parlament zurückzukehren, dem er nun bis 1945 angehörte. Zudem veröffentlichte Grigg seit den 1920er Jahren eine Reihe von Büchern. In zwei davon sprach er sich für eine Intensivierung der britischen militärischen Rüstung zur Sicherung gegen die von dem nationalsozialistischen Deutschland, das zu dieser Zeit eine massive Aufrüstung der Wehrmacht betrieb, ausgehenden Gefahren aus.
Griggs Gegnerschaft zum NS-Staat blieb den Polizeiorganen desselben nicht verborgen: Im Frühjahr 1940 setzte das Reichssicherheitshauptamt ihn auf die Sonderfahndungsliste G.B. ein Verzeichnis von Personen, die im Falle einer erfolgreichen deutschen Invasion Großbritanniens durch die Sonderkommandos der SS-Einsatzgruppen mit besonderer Priorität ausfindig gemacht und verhaftet werden sollten.
Während des Zweiten Weltkriegs übernahm Grigg verschiedene Posten in der Kriegsregierung Churchill: Im April 1940 wurde er Finanzsekretär und dann der parlamentarische Untersekretär des Kriegsministeriums (bis März 1942). Das ihm von Churchill angebotene Amt eines First Commissioner of Works (Oberkommissar für Arbeitsmaßnahmen) lehnte er ab. Im November 1944 folgte die Ernennung zum Ministerresidenten der britischen Regierung im Mittleren Osten. Im selben Jahr wurde er zum Privy Counsellor, zum Mitglied des Kronrates ernannt.
Anlässlich der Unterhauswahlen vom Sommer 1945 verlor Grigg seinen Parlamentssitz im House of Commons. Er wurde stattdessen am 1. August 1945 als Baron Altrincham, of Tormarton in the County of Gloucester, in den erblichen Adelsstand erhoben und erhielt dadurch einen Sitz im House of Lords.
Von 1948 bis 1954 fungierte Grigg als Herausgeber der Zeitschrift National Review.

## Ehe und Nachkommen
Grigg war verheiratet mit Joan Alice Katherine Dickson-Poynder, der einzigen Tochter des John Dickson-Poynder, 1. Baron Islington. Beide hatten drei Kinder:
- John Grigg, 2. Baron Altrincham (1924–2001);
- Hon. Annabel Desirée Grigg (* 1931);
- Anthony Grigg, 3. Baron Altrincham (* 1934).

## Schriften
- The Greatest Experiment in World History, 1924.
- Unity, 1935.
- The Faith of an Englishman, 1936.
- Britain Looks at Germany, 1938.
- The British Commonwealth: Its Place in the Service of the World, 1944.
- Kenya's Opportunity: Memories, Hopes and Ideas, 1955.